# العلاقات الباربادوسية العمانية
العلاقات الباربادوسية العمانية هي العلاقات الثنائية التي تجمع بين باربادوس وسلطنة عمان.

## مقارنة بين البلدين
هذه مقارنة عامة ومرجعية للدولتين:
| وجه المقارنة                                              | باربادوس       | سلطنة عمان    |
| --------------------------------------------------------- | -------------- | ------------- |
| المساحة (كم2)                                             | 439            | 309.50 ألف    |
| عدد السكان (نسمة)                                         | 285.72 ألف     | 4.64 مليون    |
| الكثافة السكانية (ن./كم²)                                 | 65.08 ألف      | 14.99         |
| العاصمة                                                   | بريدج تاون     | مسقط          |
| اللغة الرسمية                                             | لغة إنجليزية   | اللغة العربية |
| العملة                                                    | دولار بربادوسي | ريال عماني    |
| الناتج المحلي الإجمالي (بليون دولار)                      | 4.80 مليار     | 72.64 مليار   |
| الناتج المحلي الإجمالي (تعادل القوة الشرائية) بليون دولار | 4.66 مليار     | 179.49 مليار  |
| الناتج المحلي الإجمالي الاسمي للفرد دولار أمريكي          | 15.43 ألف      | 15.55 ألف     |
| الناتج المحلي الإجمالي للفرد دولار أمريكي                 | 16.06 ألف      | 38.63 ألف     |
| مؤشر التنمية البشرية                                      | 0.795          | 0.793         |
| رمز المكالمات الدولي                                      | +1246          | +968          |
| رمز الإنترنت                                              | .bb            | عمان          |
| المنطقة الزمنية                                           | 00             | ت ع م+04:00   |

## منظمات دولية مشتركة
يشترك البلدان في عضوية مجموعة من المنظمات الدولية، منها:
| علم المنظمة | اسم المنظمة                               | تاريخ انضمام باربادوس | تاريخ انضمام سلطنة عمان |
| ----------- | ----------------------------------------- | --------------------- | ----------------------- |
|             | مؤسسة التنمية الدولية                     | 29 سبتمبر 1999        | 1973                    |
|             | يونسكو                                    | 24 أكتوبر 1968        | 10 فبراير 1972          |
|             | وكالة ضمان الاستثمار متعدد الأطراف        | 12 أبريل 1988         | 1989                    |
|             | الأمم المتحدة                             | 9 ديسمبر 1966         | 7 أكتوبر 1971           |
|             | الاتحاد البريدي العالمي                   | ?                     | ?                       |
|             | البنك الدولي للإنشاء والتعمير             | 12 سبتمبر 1974        | 1971                    |
|             | الاتحاد الدولي للاتصالات                  | 16 أغسطس 1967         | 28 أبريل 1972           |
|             | منظمة حظر الأسلحة الكيميائية              | ?                     | ?                       |
|             | مؤسسة التمويل الدولية                     | 25 يونيو 1980         | 1973                    |
|             | المركز الدولي لتسوية المنازعات الاستشارية | 1 ديسمبر 1983         | 1995                    |
|             | منظمة التجارة العالمية                    | ?                     | 2000                    |
|             | منظمة الشرطة الجنائية الدولية             | ?                     | ?                       |

## وصلات خارجية
- موقع وزارة الخارجية الباربادوسية
- موقع وزارة الخارجية العمانية